# Danmarks Geologipris
Danmarks Geologipris uddeles én gang om året af Danmarks og Grønlands Geologiske Undersøgelse efter indstilling fra Dansk Geologisk Forenings bestyrelse til en person eller gruppe af personer, der inden for de seneste 5 år har publiceret én eller flere afhandlinger eller kort, som i særlig grad har bidraget til forståelsen af Danmarks eller Grønlands geologi.
Følgende har modtaget prisen:
- 1993: Asger Berthelsen (Københavns Universitet) for sin store og vidtfavnende indsats som strukturgeolog.[2]
- 1994: John A. Korstgård (Århus Universitet) for sin indsats indenfor bassinanalyse og seismisk sekvensstratigrafisk analyse.[3]
- 1995: Nanna Noe-Nygaard (Københavns Universitet) for sit banebrydende arbejde med Åmosen i Vestsjælland.[4]
- 1996: Ole V. Vejbæk og Peter Britze (begge GEUS) for deres kortlægning af den danske undergrund.[5]
- 1997: Karen Louise Knudsen (Århus Universitet) for sine mangeårige undersøgelser af mikrofossiler.[6]
- 1998: Peter Japsen (GEUS) for sin beskrivelse af skrivekridtets bevægelser i Nordsøen.[7]
- 1999: Ikke uddelt
- 2000: Niels Henriksen (GEUS) for sin store indsats i forbindelse med den geologiske kortlægning af Grønland.[8]
- 2001: Ikke uddelt
- 2002: Hans Christian Larsen for som leder af Dansk Lithosfærecenter at have givet et meget synligt dansk bidrag til den internationale forskning i de geologiske processer i jordskorpen.[9]
- 2003: Jon Ineson (GEUS) og Finn Surlyk (Københavns Universitet) for deres bidrag til og enestående redaktionelle indsats med ‘The Jurassic of Denmark and Greenland’ – en videnskabelig sværvægter på 948 sider.[10]
- 2004: Asger Ken Pedersen, Lotte Melchior Larsen og Keld S. Dueholm for deres udredning af den vestgrønlandske basaltprovins’ historie.[11]
- 2005: Lars Stemmerik (GEUS) for sit arbejde i Nord- og Østgrønland samt Danmark, og for sin forskning i den geologiske udvikling af den nordlige del af superkontinentet Pangæa i Karbon, Perm og Trias.[12]
- 2006: Søren Bom Nielsen (Aarhus Universitet) for som førsteforfatter til en afhandling i det internationale naturvidenskabelige tidsskrift Nature at give en forklaring på, hvorledes de indre dele af den europæiske kontinentplade blev hævet for ca. 60 millioner år siden.[13]
- 2007: Michael Houmark-Nielsen (Københavns Universitet) for sit enestående arbejde med at kortlægge og forstå kvartærtidens lag i Danmark, og istidernes forløb.[14]
- 2008: Minik Rosing (Geologisk Museum) for sine banebrydende undersøgelser af nogle af verdens ældste bjergarter ved Isua i Grønland.[15]
- 2009: Stig Schack Pedersen (GEUS) for sit livslange arbejde med at udrede den geologiske historie bag de stærkt foldede og forskudte lag, som vi kan se i danske kystklinter.[16]
- 2010: Troels F.D. Nielsen (GEUS) for sine alsidige og nyskabende bidrag til forståelsen af Grønlands magmabjergarter og deres indhold af mineraler.[17]
- 2011: Else Marie Friis (Naturhistoriska Riksmuseet i Stockholm) og Kaj Raunsgaard Pedersen (Århus Universitet) for deres store forskningsindsats om udviklingen af de dækfrøede planter.[18]
- 2012: Adam Andreas Garde (GEUS) for kortlægningen af det gigantiske meteoritnedslag ved Maniitsoq i Vestgrønland.[19]
- 2013: Christian Tegner (Århus Universitet) for sine studier af magmabjergarter i Skærgaard Intrusionen i Østgrønland og i andre områder i Nordatlanten.[20]
- 2014: Kurt H. Kjær (Statens Naturhistoriske Museum) for sit store arbejde med at kortlægge de grønlandske gletsjeres historie.[21]
- 2015: Erik Skovbjerg Rasmussen (GEUS) for sit store arbejde med at beskrive og forstå de miocæne aflejringer i Danmark. Disse rummer vigtige sandlag, hvorfra vi henter vores drikkevand.[22]
- 2016: Birgitte Hansen (GEUS) for sit store arbejde med omsætning af nitrat i jord, sedimenter og grundvand.[23]
- 2017: Lars B. Clemmensen (Københavns Universitet) for sine banebrydende undersøgelser af strandvolde dannet siden sidste istid i Danmark.[24]
- 2018: Marit-Solveig Seidenkrantz (Aarhus Universitet) for sit store bidrag inden for mikropalæontologi, palæoklimatologi og maringeologi og den palæoklimatologiske forskning internationalt.[25]
- 2019: Ikke uddelt
- 2020: Seniorforsker Peter Sandersen (GEUS) og chefkonsulent Flemming Jørgensen (Region Midtjylland) for deres arbejde med beskrivelsen af begravede dale i Danmark.[26]
- 2021: Lars Henrik Nielsen (GEUS) for sit utrættelige og entusiastiske virke gennem årtier med at forske i den danske undergrunds geologi, og påpege og synliggøre undergrundens store potentiale i den grønne omstilling.[27]